# 漢堡市大蟾蜍爆炸

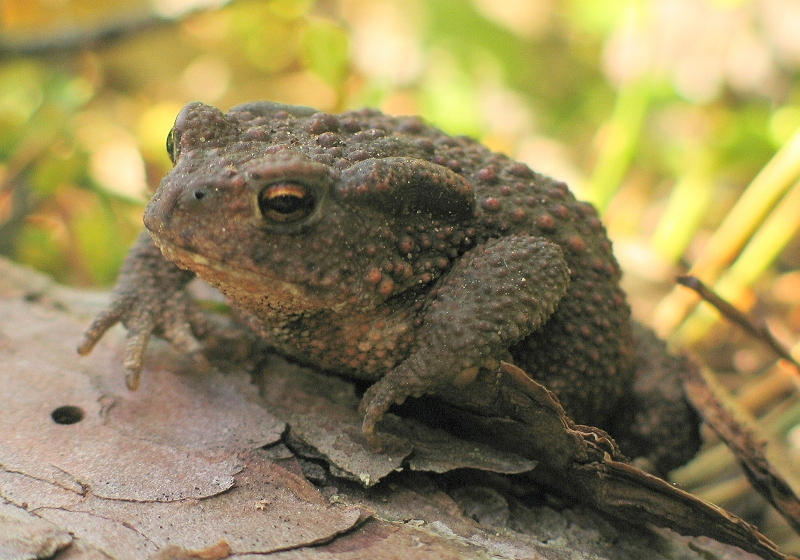
一隻大蟾蜍。

漢堡市大蟾蜍爆炸發生於2005年4、5月間，在德國漢堡市阿爾托納區的一池溏有超過一千隻大蟾蜍爆炸身亡，新聞媒體稱之為「死亡之池」（德語：Tümpel des Todes）。爆炸大多發生於黃昏或夜間，在岸上的一些蟾蜍充氣至正常的三倍半直徑後炸開，其內臟四散，可達一公尺範圍。此事登上了許多國家的新聞媒體，包括中國、比利時、英國、美國、以及奧地利。

## 調查

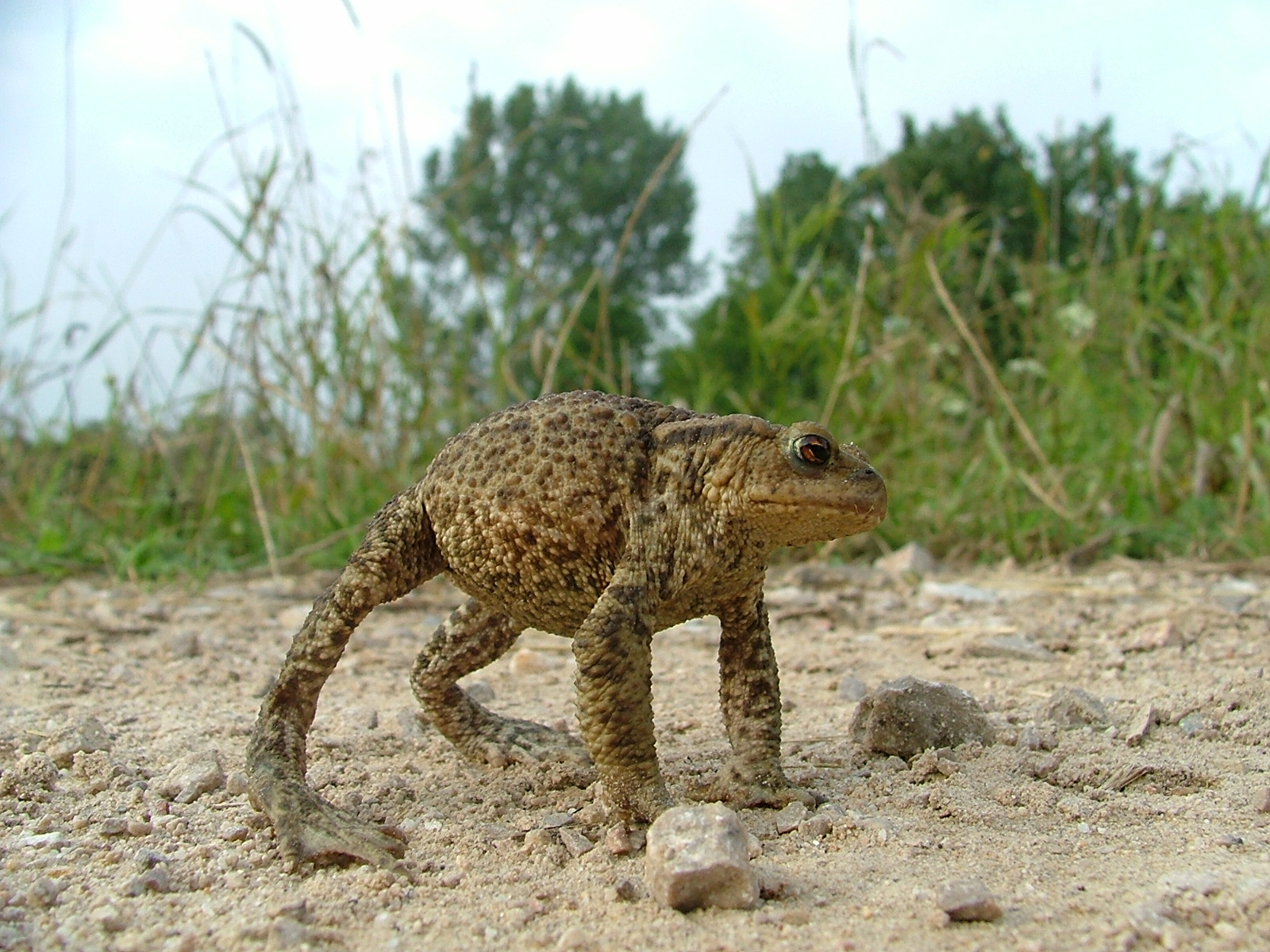
充氣膨脹是大蟾蜍的正常防禦反應。（非當事蟾蜍）

起初大家擔心在短時間內突然大量爆炸是因為傳染病，且無法排除人畜共通傳染病的可能性。警察封鎖該池溏，科學家絞盡腦汁連夜調查。有人懷疑是新品種病毒或外來真菌，然而池水和屍體中遍尋不著能解釋此現象的病原或毒物，且池中的水蚤和孔雀魚也絲毫不見異狀。
最後，漢堡市政府的獸醫解釋這是當地的烏鴉造成：正值繁殖季的大蟾蜍在黃昏時上岸，聰明的烏鴉見此良機，便啄破蟾除的皮膚，扯出肝臟食用，蟾蜍受此騷擾作出正常的防禦反應：向肺裡充氣使身體漲大。然而，平時應阻擋肺臟過度充氣的肝臟已經被吃了，而兩生類又沒有橫隔膜，於是體腔內的壓力累積，最後從被啄破的皮膚炸開，出現內臟四射的場面。由於乌鴉很聰明，不少烏鴉很快就熟練這種吃蟾蜍肝的技巧，於是在短時間內引爆了大量蟾蜍。

## 別處的爆炸
蟾蜍群起爆炸之事，其實由來已久，德國早在 1968 年便有紀錄。2005 年漢堡發生蟾蜍爆炸時，臨近的丹麥也發生大量蟾蜍爆炸。十年後的 2015 年，則在下薩克森的蓋爾德發生類似現象。